# Miami Pop Festival
Miami Pop Festival war der Name zweier verschiedener Musikfestivals, die 1968 in Florida stattfanden. Veranstaltungsort war die Pferderennbahn Gulfstream Park in Hallandale Beach, etwas nördlich von Miami gelegen.

## Miami Pop Festival I
Das erste Miami Pop Festival am 18. und 19. Mai 1968 wurde von Richard O’Barry und Michael Lang veranstaltet, der 1969 das Woodstock-Festival mit organisierte. Anlässlich einer Gedenkfeier am 4. Juli 2012 im Gulfstream Park sagte Lang: „Hier wurde der Samen für Woodstock gesät“ (This is where the seeds for Woodstock were sown).
Geschätzte 50.000 bis 100.000 Besucher sahen Auftritte unter anderem von Steppenwolf, The Jimi Hendrix Experience, The Mothers of Invention, Blue Cheer, The Crazy World of Arthur Brown, Chuck Berry, Pacific Gas & Electric und Three Dog Night.
Am zweiten Tag regnete es so heftig, dass keine elektrischen Instrumente auf der Bühne gespielt wurden. Nur John Lee Hooker trat mit seiner akustischen Gitarre auf. Jimi Hendrix schrieb daraufhin den Song Rainy Day, Dream Away.

## Miami Pop Festival II
Das zweite Miami Pop Festival folgte vom 28. bis zum 30. Dezember 1968. Veranstalter war Tom Rounds, der zuvor das Fantasy Fair and Magic Mountain Music Festival auf dem Mount Tamalpais in Marin County in Kalifornien organisiert hatte. Es kamen geschätzte 100.000 Zuschauer.
Zu den auftretenden Bands und Musikern gehörten Procol Harum, The Turtles, The Grass Roots, Three Dog Night, José Feliciano, The Box Tops, die Paul Butterfield Blues Band, Hugh Masekela, Pacific Gas & Electric, Fleetwood Mac, Richie Havens, The Sweet Inspirations, Joni Mitchell, Jr. Walker & The Allstars, The McCoys, Sweetwater, The James Cotton Blues Band, Canned Heat, das Charles Lloyd Quartet, Booker T. & the M.G.’s, Ian & Sylvia, Country Joe and the Fish, Buffy St. Marie, Steppenwolf, The Amboy Dukes, Iron Butterfly, Chuck Berry, Flatt and Scruggs, Grateful Dead, Marvin Gaye, Joe Tex und andere.
Während des Festivals wurde ein Comic-Heft verteilt, in dem viele der Künstler als Superhelden zu sehen waren. Auf dem Gelände waren verschiedenartige Skulpturen aufgestellt, unter anderem von Duane Hanson.